# شغب يافا (أبريل 1936)
شغب يافا في أبريل 193، والمعروف عند اليهود اليوم الدموي في يافا (بالعبرية: יום הדמים ביפו)، هو سلسلة من الهجمات العنيفة على اليهود التي بدأت في 19 أبريل 1936 في يافا. لقد قُتل ما مجموعه 14 يهوديًا وفلسطينيين اثنين خلال أعمال الشغب.
غالبًا ما يوصف الحدث بأنه إيذانٌ ببداية ثورة فلسطين بين العامين 1936 و1939.

## 15 أبريل
تؤرخ سلطات الانتداب البريطاني ومصادر معاصرة أخرى ثورة فلسطين في العامين 1936 إلى 1939 حتى 15 أبريل، وهو تاريخ إطلاق النار بالقرب من عنبتا عام 1936 الذي أقام فيه أتباع عز الدين القسام حاجزًا على طريق نابلس إلى طولكرم وأوقفوا نحو 20 سيارة للمطالبة بالمال والسلاح. فُصل 3 يهود عن ركاب المركبات الآخرين، ثم أطلق النار على الرجال اليهود الثلاثة. نجا واحد فقط. السائقان اليهوديان المقتولان هما إسرائيل (أو يسرائيل) خزان، الذي قُتل على الفور، وزفي دانينبيرغ، الذي توفي بعد خمسة أيام. في اليوم التالي أطلق أفراد من منظمة إرجون النار وقتلوا عاملين محليين كانا ينامان في كوخ بالقرب من بتاح تكفا. في 17 أبريل، أقيمت جنازة خزان في تل أبيب، واستقطبت حشدًا من الآلاف، بعضهم ضرب المارة العرب وخرب الممتلكات.

## 19 أبريل
في 19 أبريل انتشرت شائعات في الوسط العربي بأن «العديد من العرب قتلوا على يد يهود»، وبدأ العرب بمهاجمة اليهود في شوارع يافا. سار حشد عربي على بنك أنجلو فلسطين المملوك لليهود. دافعت شرطة الانتداب البريطانية التي تحرس البنك عن نفسها بإطلاق النار على الغوغاء، مما أسفر عن مقتل اثنين من مثيري الشغب. حرض هذا الغوغاء على «الغضب» وبدأ قتل اليهود في الشوارع.
تصف مانويلا ويليامز هذا الحدث بأنه «الذروة» في سلسلة من الهجمات العنيفة التي أدت إلى إعلان إضراب عام من قبل اللجنة العربية العليا.
وبحسب أرييه أفنيري، نقلًا عن تاريخ الهاغاناه، اندلعت أعمال الشغب أولًا بين عمال رصيف ميناء حوراني في ميناء يافا. دخل حشد من عصابة عربية في شوارع يافا المختلطة بين المسلمين والمسيحيين واليهود، وقتلوا وضربوا اليهود ودمروا منازلهم وأعمالهم التجارية.
تم الإبلاغ عن مقتل 11 شخصًا في أعمال الشغب في اليوم الأول. كان من القتلى عربيان "أطلقت عليهما الشرطة البريطانية دفاعاً عن النفس"، و9 يهود، وأصيب العشرات"، "كان معظم الجرحى اليهود مصابين بطعنات سكين". استمرت أعمال الشغب لمدة 3 أيام، حتى قمعها الجيش البريطاني أخيرًا.

## التأثير

### اللاجئون
أجبر التهديد المستمر بالعنف، إلى جانب تدمير الممتلكات اليهودية وهجمات الحرق العمد التي دمرت منازل اليهود، 12 ألف يهودي على الفرار من يافا كلاجئين. تم إسكان 9,500 من قبل بلدية تل أبيب، مما فرض عبئًا ماليًا ثقيلًا على المدينة. تم إنشاء 75 ملجئًا مؤقتًا في المدارس والمعابد اليهودية والمباني الحكومية والصناعية. وخلال شهري مايو ويونيو، تمكنت الهاجاناه من تحقيق الاستقرار في الوضع الأمني لدرجة تمكن حوالي 4 ألف من اللاجئين من العودة إلى ديارهم. وبحلول يوليو، وجد آخرون مساكن خاصة، بقي 4,800 فقط في مخيمات اللاجئين العامة؛ كان 3,200 منهم معدمين تمامًا. بحلول نوفمبر، كانت الجمعيات الخيرية اليهودية قد وضعت حتى اللاجئين المعدمين في مساكن، وأغلقت مخيمات اللاجئين.

### ضم يافا إلى تل أبيب
كان أحد آثار أعمال الشغب هو بدء مطالبة سياسية بفصل الأحياء اليهودية في يافا عن يافا ودمجها في تل أبيب.